# Rallye Vert Montréal
Il Rallye Vert Montréal è una competizione automobilistica con partenza e arrivo a Montréal, riservata a veicoli alimentati tramite fonti di energia alternativa e inserita dal 2007 nel programma del Campionato del mondo FIA energie alternative.

## Albo d'oro recente
| Edizione | Vincitore                                                    | 2º classificato                                         | 3º classificato                                              |
| -------- | ------------------------------------------------------------ | ------------------------------------------------------- | ------------------------------------------------------------ |
| 2007     | Bertrand Godin (pilota) Marc Bouchard (co-pilota)            | Daniel Paré (pilota) Alain Bissonnette (co-pilota)      | Lestage (pilota) Paradis (co-pilota)                         |
| 2007     | Honda Civic                                                  | Toyota Prius                                            | Honda Civic                                                  |
| 2008     | Tchiné (pilota) Luc Dewinter (co-pilota)                     | Daniel Paré (pilota) Alain Bissonnette (co-pilota)      | François Syr (pilota) Guylaine Laliberté (co-pilota)         |
| 2008     | Honda Civic                                                  | Toyota Prius                                            | Honda Civic                                                  |
| 2009     | Martyn Ouellet (pilota) Frédéric Bouchard (co-pilota)        | Daniel Paré (pilota) Frédéric Prigge (co-pilota)        | Raymond Durand (pilota) Bernard Vialar (co-pilota)           |
| 2009     | Honda Insight                                                | Ford Escape                                             | Toyota Prius                                                 |
| 2010     | Max Caron (pilota) Marc Quirion (co-pilota)                  | Luc Mervil (pilota) Laurence-Fanny L'Estage (co-pilota) | Raymond Durand (pilota) Jean Caro (co-pilota)                |
| 2010     | Honda Insight                                                | Toyota Prius                                            | Toyota Prius                                                 |
| 2011     | Sébastien Kroetsch (pilota) Éric Bernier-Meunier (co-pilota) | Raymond Durand (pilota) Christian Fine (co-pilota)      | Vinh Pham (pilota) Pyotr Nitko (co-pilota)                   |
| 2011     | Toyota Prius                                                 | Lexus CT                                                | Honda Insight                                                |
| 2012     | Vinh Pham (pilota) Alan Ockwell (co-pilota)                  | Guido Guerrini (pilota) Emanuele Calchetti (co-pilota)  | Sébastien Kroetsch (pilota) Éric Bernier-Meunier (co-pilota) |
| 2012     | Toyota Prius                                                 | Honda CR-Z                                              | Lexus CT                                                     |